# Sigrid Gurie
Sigrid Gurie est une actrice américaine, de son nom complet Sigrid Gurie Haukelid, née à New York (États-Unis) le 18 mai 1911, morte à Mexico (Mexique) le 14 août 1969. Elle est la sœur jumelle de Knut Haukelid, l'un des héros de la bataille de l'eau lourde.

## Biographie

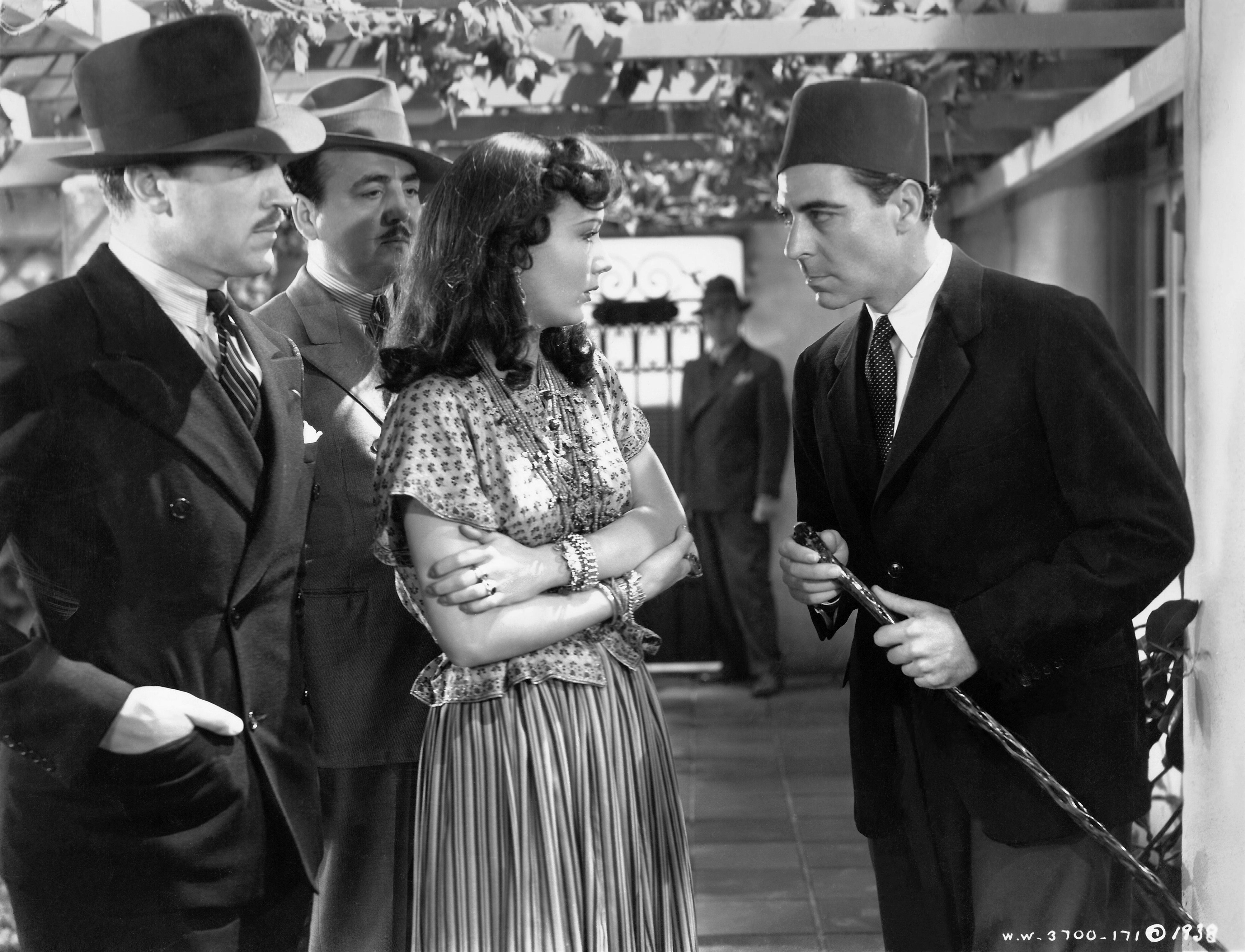
Sigrid Gurie, avec Joseph Calleia à droite, dans Casbah (1938)

Née de parents d'origine norvégienne dans l'arrondissement de Brooklyn à New York, Sigrid Gurie débute au cinéma à Hollywood en 1937, dans un petit rôle non crédité. L'année suivante (1938), sortent deux de ses films les mieux connus, le premier étant Les Aventures de Marco Polo, où elle interprète la princesse Kukachin, face à Gary Cooper ; dans le second, Casbah, elle reprend le rôle d’Inès — tenu par Line Noro dans le film français Pépé le Moko (1937), dont Casbah est le remake —, aux côtés de Charles Boyer et Hedy Lamarr.
Malgré ces débuts prometteurs, elle se désintéresse assez vite du cinéma au profit d'autres activités, notamment celle d'artiste peintre, en amateur. C'est pourquoi sa filmographie, ci-dessous, ne comprend que douze films américains — parmi ses autres partenaires, citons William Lundigan, Basil Rathbone et John Wayne — et une coproduction franco-norvégienne (en 1948, mais dans un rôle mineur coupé au montage).
Sigrid Gurie se retire définitivement de l'écran après un ultime film sorti en 1950. Elle meurt prématurément en 1969, des complications d'une embolie pulmonaire.

## Filmographie complète

### Films américains, sauf mention contraire

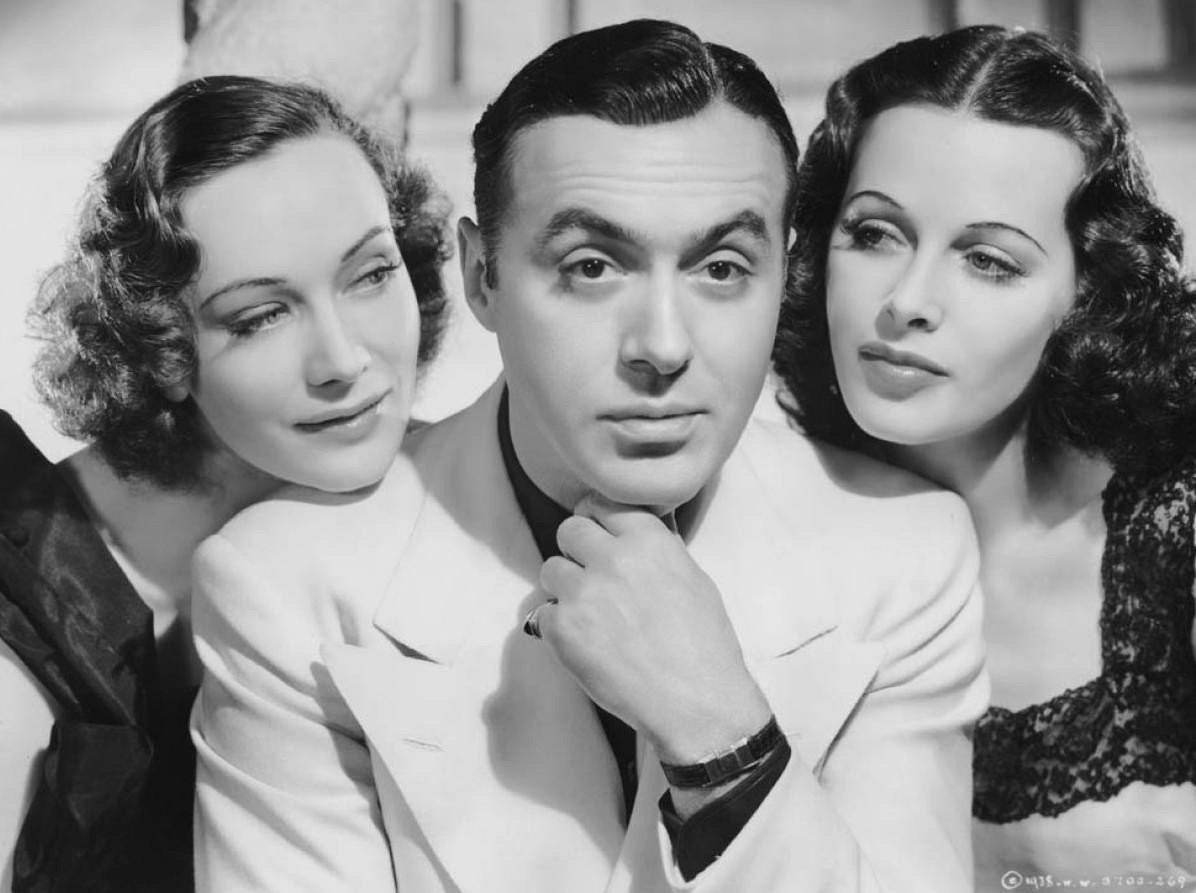
De gauche à droite : Sigrid Gurie, Charles Boyer et Hedy Lamarr - Photo promotionnelle pour Casbah (1938)

- 1937 : Après (The Road Back) de James Whale (non créditée)
- 1938 : Les Aventures de Marco Polo (The Adventures of Marco Polo) d'Archie Mayo
- 1938 : Casbah (Algiers) de John Cromwell
- 1939 : The Forgotten Woman d'Harold Young
- 1939 : Rio de John Brahm
- 1940 : Les Déracinés (Three Faces West) de Bernard Vorhaus
- 1940 : Dark Streets of Cairo (en) de László Kardos
- 1944 : Une voix dans la tempête (Voice in the Wind) d'Arthur Ripley
- 1944 : Enemy of Women d'Alfred Zeisler
- 1948 : La Bataille de l'eau lourde (Kampen om tungtvannet) de Jean Dréville  et Titus Vibe-Müller (film franco-norvégien ; rôle coupé au montage)
- 1948 : Sword of the Avenger de Sidney Salkow
- 1948 : Sofia de John Reinhardt
- 1950 : The Du Pont Story de Wilhelm Thiele